# Вовк, Варвара Евсеевна
Варвара Евсеевна Вовк — советский хозяйственный и государственный деятель, Герой Социалистического Труда.

## Биография
Родилась в 1926 году в селе Марковка. Член КПСС.
В 1944—1982 — доярка колхоза имени Ленина Тепликского/Гайсинского района Винницкой области Украинской ССР.
Указом Президиума Верховного Совета СССР от 22 марта 1966 года присвоено звание Героя Социалистического Труда с вручением ордена Ленина и золотой медали «Серп и Молот».
Делегат XXVI съезда КПСС.
Умерла в 2008 году в селе Марковка.

## Награды и звания
- Герой Социалистического Труда (22.03.1966)
- Орден Ленина (22.03.1966)
- Орден Трудового Красного Знамени (26.02.1958)
- Орден Знак Почёта (06.09.1973)